# منبع‌شناسی تاریخ اشکانی
هیچ گونه اسناد و مدارک مکتوب ایرانی به شکل گزارش‌های تاریخی از تاریخ اشکانیان در دست نیست. آنچه از این دست گزارش‌ها درباره تاریخ اشکانیان است از مورخین غیر ایرانی باقی مانده است. غالب این مورخین به دلیل دشمنی و عداوت با ایرانی‌ها در ثبت وقایع حسن نیت نداشته اند. کتیبه‌ها، منابع و اسناد تاریخی شاه‌های اشکانی به دست فرمانرواهای ساسانی که رقیب‌های سیاسی آنها بودند، به دست فراموشی سپرده شدند. سنت‌های شفاهی و کتبی ادبیات تاریخی هخامنشی در عهد فرمانروایی اشکانیان و ساسانیان به گونۀ گسترده‌تری ادامه یافت.